# Hempstead (Nowy Jork)
Hempstead – miasto w Stanach Zjednoczonych, w stanie Nowy Jork, w hrabstwie Nassau.